# Hinc robur et securitas
Hinc robur et securitas (latin för Härav styrka och säkerhet). Devisen är den svenska Riksbankens valspråk. Alla sedlar från 1890-talet och fram till och med 1963 års sedelserie har devisen. Mellan 1963 och 1986 var det bara hundralappen och tusenlappen som hade devisen. Numera är det endast femhundralappen och detta i form av mikroskrift. Syftet med devisen är att inge förtroende för de pengar Riksbanken tryckt; Riksbanken är den yttersta garanten för dessa pengars värde.